# John Burke (fotograf)

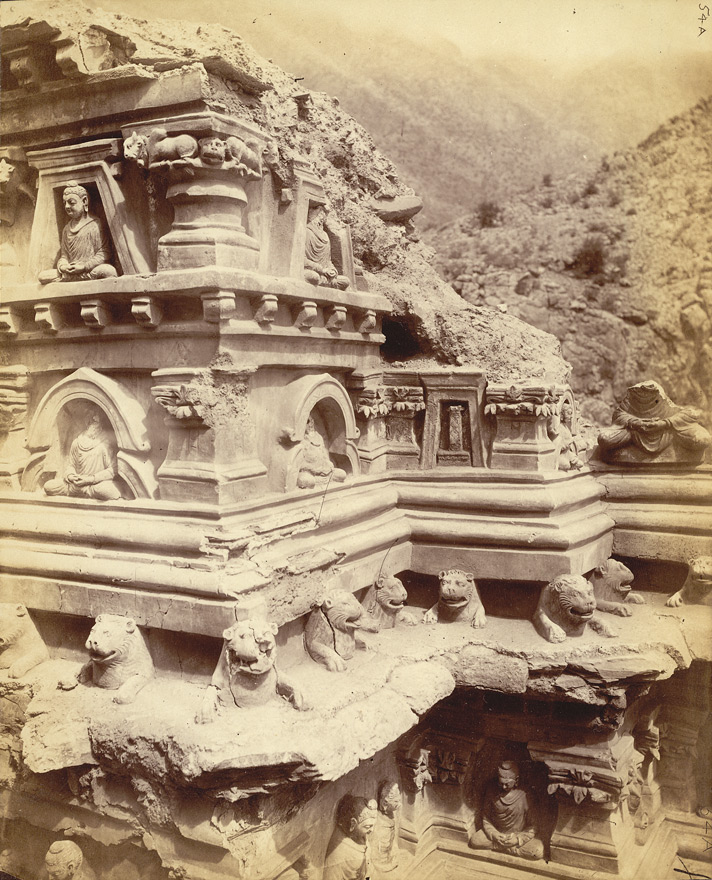
Buddhistické ruiny v Ali Masjid, Rádžasthán, Indie

John Burke (asi 1843–1900) byl irský fotograf, nejznámější svými fotografiemi z druhé anglo-afghánské války mezi lety 1878 a 1880.

## Životopis
Narodil se v Irsku kolem roku 1843, kde byl obchodníkem. Ucházel se o práci v britské armádě jako oficiální fotograf, pak ale na vlastní náklady cestoval do Afghánistánu s vybavením několika těžkých fotoaparátů, které přes horské oblasti potřebovaly přepravu na zvířatech. Burke byl prvním významným fotografem Afghánistánu. Zemřel v roce 1900.
Autorovy fotografie byly seskupeny v albech s fotografiemi Benjamina Simpsona a dalších fotografů, takže u některých jeho děl není možné definitivní přiřazení autorství.

## Fotografie buddhistických ruin v Ali Masjid
Fotografie buddhistických ruin v Ali Masjid v průsmyku Khyber, zobrazující délku zdi pokryté výklenky s obrazy Buddhy, pořízená Johnem Burkem v roce 1878. Burke doprovázel polní síly v Peshawar Valley, jednu ze tří britských anglo-indických armádních kolon rozmístěných v druhá afghánská válka (1878-80), přestože byl odmítnut pro roli oficiálního fotografa. Svou cestu financoval předprodejem svých fotografií „ilustrujících postup z Attocku do Jellalabadu“. Burke přišel do Indie jako lékárník s Royal Engineers a stal se profesionálním fotografem a asistoval Williamu Bakerovi. Hodně cestovali po Indii a byli hlavními rivaly známějšího Bournea a Shepherda. Burkeho dvouletá afghánská expedice vytvořila důležitý obrazový dokument regionu. Islám se stal dominantním náboženstvím Afghánistánu v 10. století; mešita Ali Masjid v průsmyku Khyber je spojena s Hazratem Alim, prorokovým zetěm a čtvrtým chalífou islámu, který se prý na tomto místě modlil. Region je však posetý pozůstatky předislámské minulosti Afghánistánu; starověká historie země sahá od předzoroastriánských kultů až po zoroastrismus a buddhismus a poté hinduismus. Buddhismus byl propagován v Afghánistánu císařem Ashoka ve 3. století před naším letopočtem a v 1. století před naším letopočtem byl dominantním náboženstvím v této oblasti. Za vlády buddhistických Kushanas (středoasijské dynastie, která vládla částem Afghánistánu a Indii v 1. až 3. století našeho letopočtu), došlo v Afghánistánu k velkému vývoji architektury a sochařství. Bylo to formativní období pro obraz Buddhy a buddhistickou stúpu. Postupující britská armáda narazila na řadu buddhistických ruin a Burkeho fotografie zahrnují mnoho archeologických nalezišť. V té době se o buddhistické historii subkontinentu vědělo jen málo a jedním z nezamýšlených výsledků kampaně byl nárůst zájmu o tuto oblast.

## Galerie

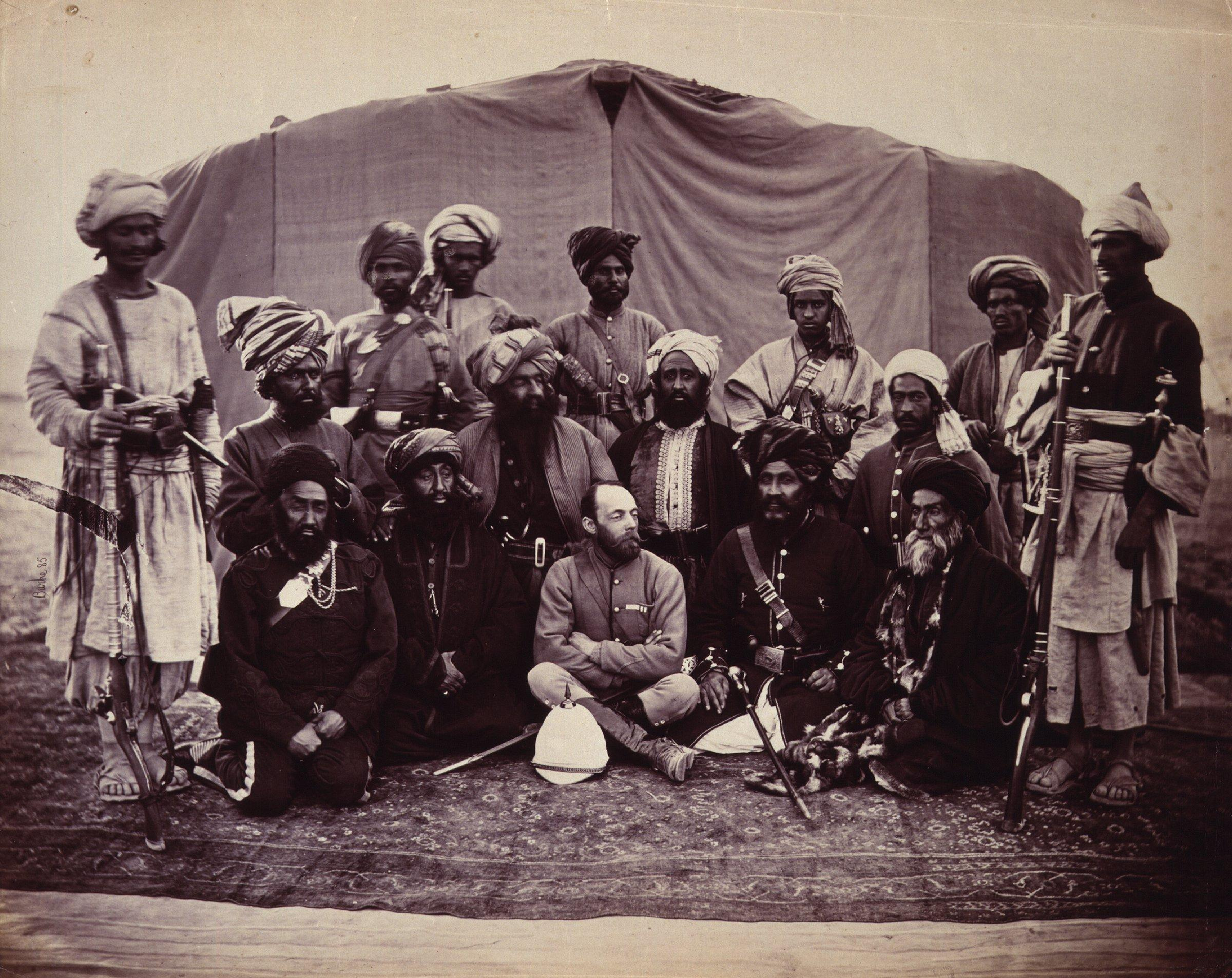
Pierre Louis Napoleon Cavagnari se Sirdary, konec 70. let 19. století
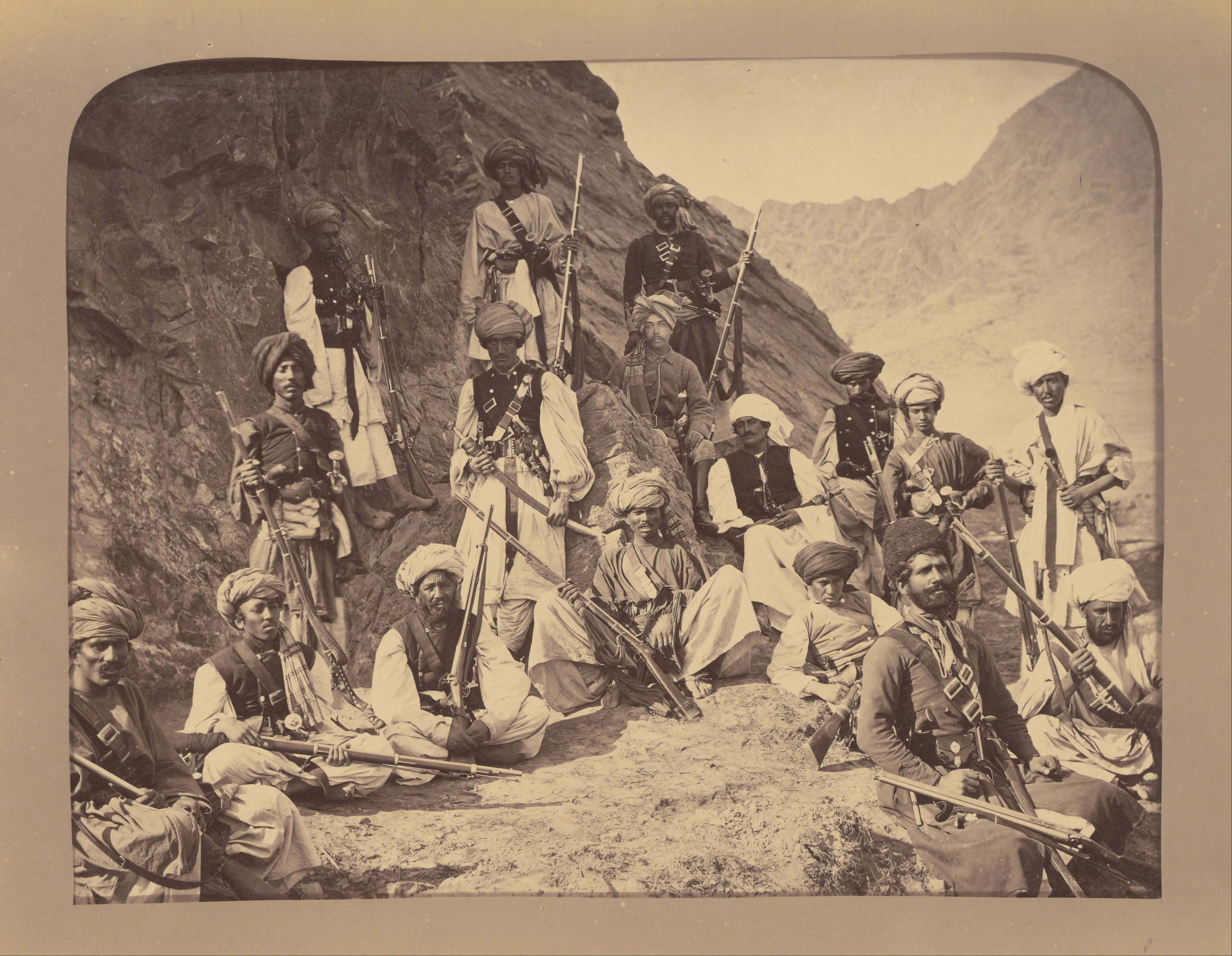
Warburton s Naurozem Khanem z Lalpura Mohmands
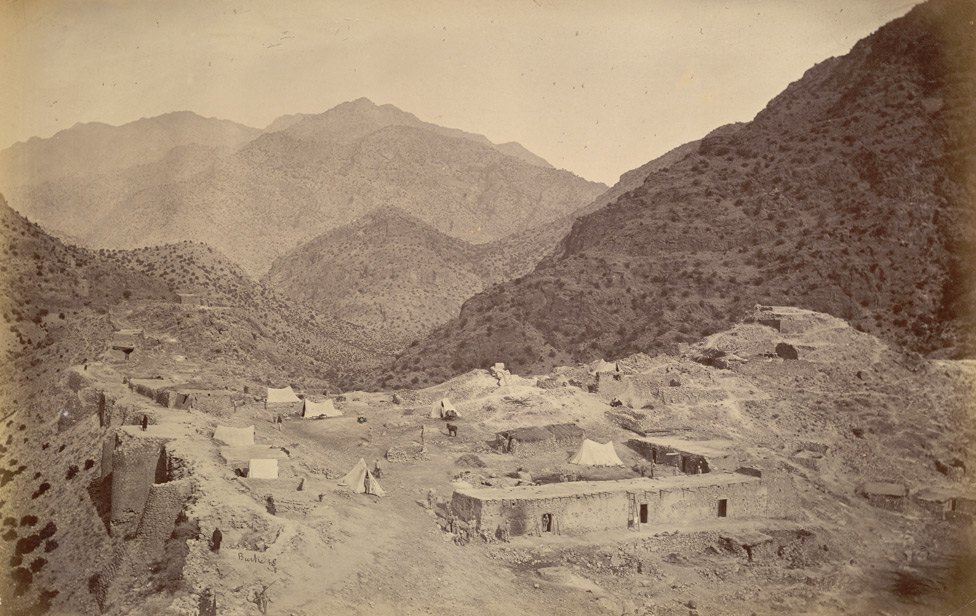
Následky bitvy u Ali Masjid, 1878
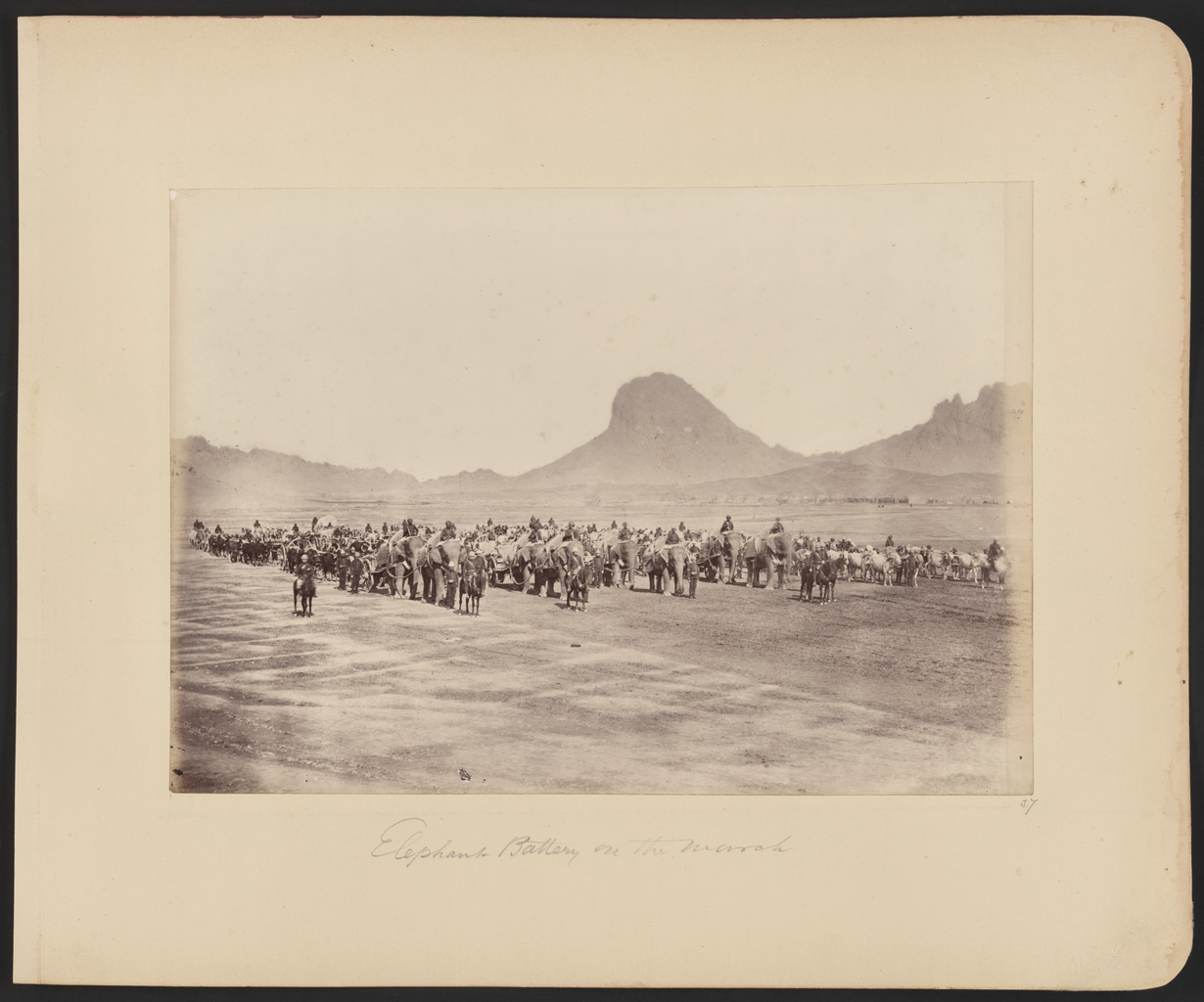
Elephant Battery during the Second Anglo-Afghan War
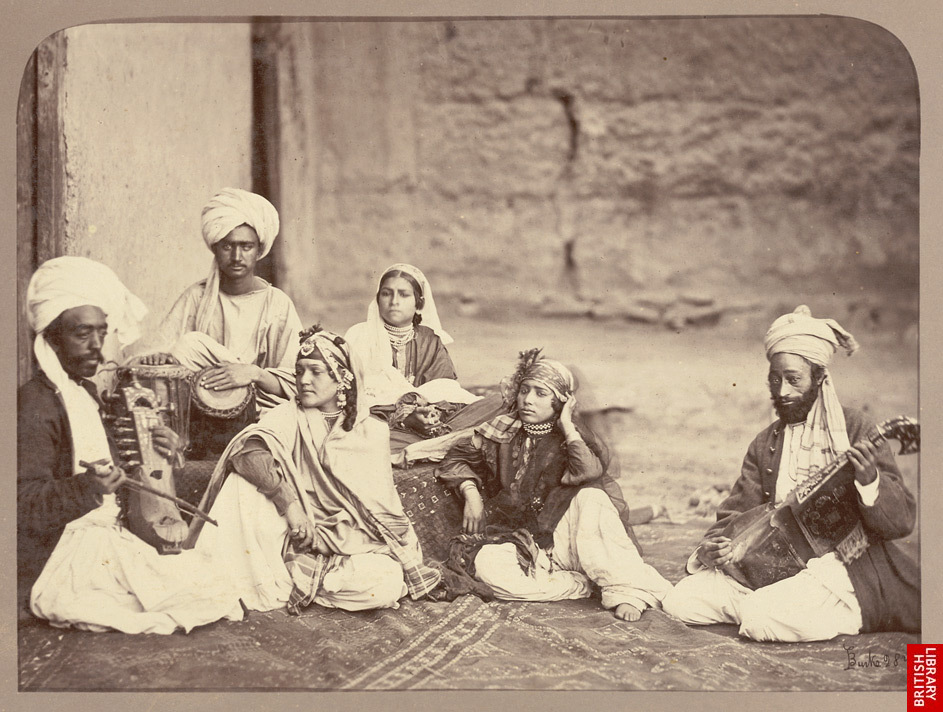
"Nautch girls, Kábul", 1879-1880
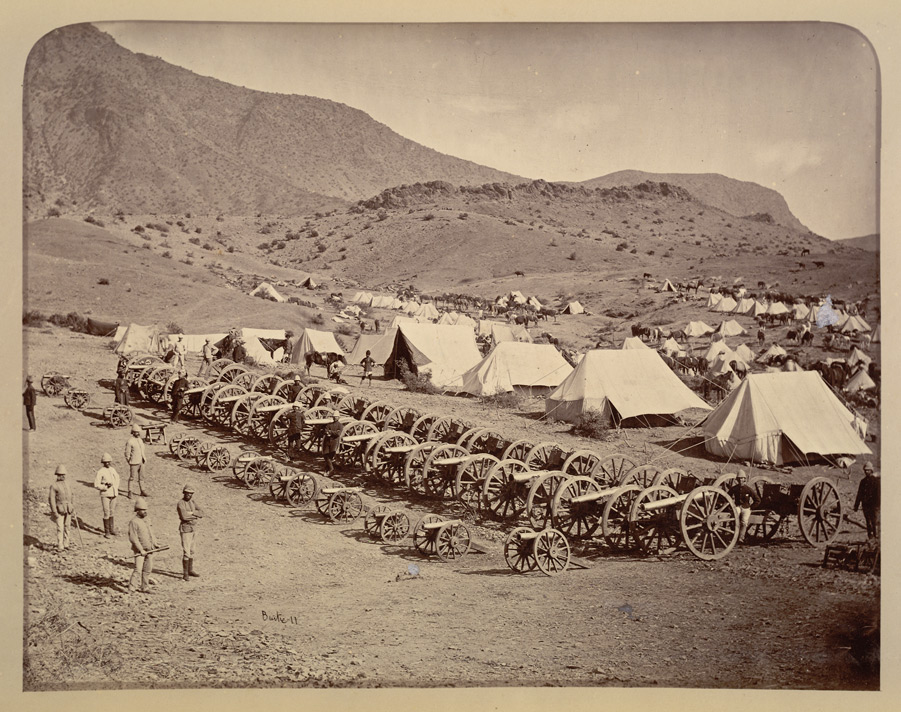
Bitva u Ali Masjid: 24 captured large Afghan guns
- Afghanistan, album s fotografiemi Benjamina Simpsona, Johna Burkeho a dalších
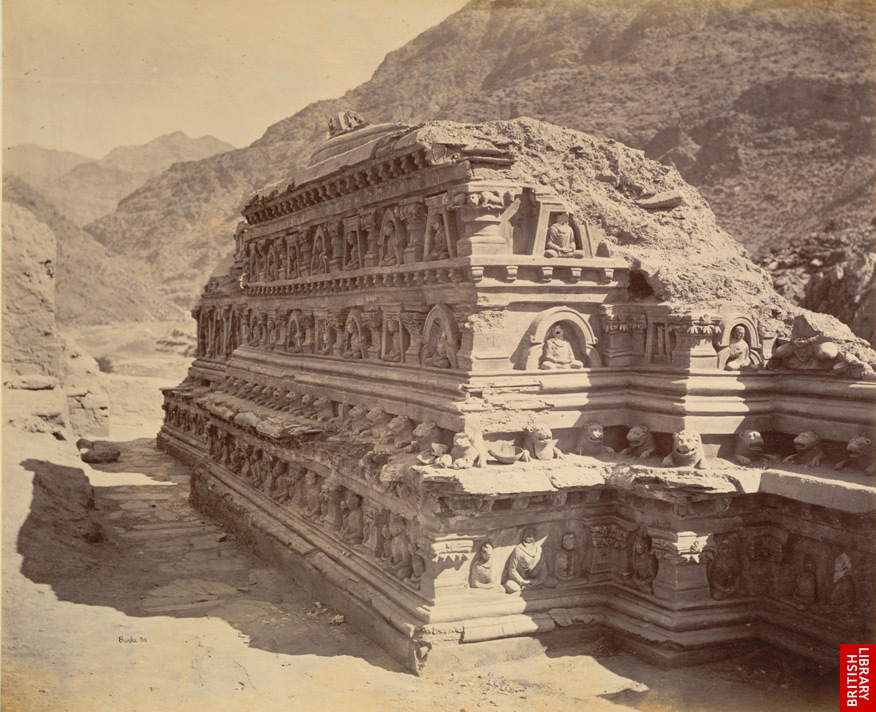
Fotografie buddhistických ruin v Ali Masjid v průsmyku Khyber, Rádžasthán, Indie